# 傑里米角
傑里米角（英語：Cape Jeremy）是南極洲的海岬，分隔葛拉漢地和帕爾默地，是喬治六世海峽北部入口處的東部，由英國探險隊發現，現時由南極條約體系管理。
69°24′S 68°51′W / 69.400°S 68.850°W